# 풍암동
풍암동(楓巖洞)은 광주광역시 서구의 행정동이자 법정동이다.
염주종합체육관 및 광주월드컵경기장이 있는 곳이다.
초등학교는 풍암초등학교, 신암초등학교, 금당초등학교와 운리초등학교가 있으며, 중학교는 풍암중학교와 운리중학교가 있고, 고등학교로는 풍암고등학교가 위치하고 있어 총 7개교가 있다.

## 아파트
| 단지명                           | 건설사                  | 시행사                              | 주소                  | 입주              | 비고 |
| -------------------------------- | ----------------------- | ----------------------------------- | --------------------- | ----------------- | ---- |
| 풍암 금호타운 1단지              | 금호산업                | 아시아나항공㈜ 건설사업부           | 서구 풍암중앙로 68    | 1999년 6월        |      |
| 풍암 금호타운 2단지              | 금호산업                | 아시아나항공㈜ 건설사업부           | 서구 풍암2로 66       | 1999년 6월        |      |
| 풍암 현대                        | 고려산업개발㈜          | 남진건설㈜                          | 서구 풍암순환로 70    | 2000년 2월        |      |
| 풍암 삼능남양                    | 삼능건설㈜ 남진건설㈜   | 삼능건설㈜ 남진건설㈜               | 서구 풍암순환로 86    | 1999년 10월       |      |
| 신암마을 모아                    | ㈜모아주택산업          | ㈜모아주택산업                      | 서구 풍암중앙로 25    | 1999년 4월        |      |
| 신암마을 한국                    | ㈜한국종합건설          | ㈜한국종합건설                      | 서구 풍암2로 84       | 1999년 3월        |      |
| 신암마을 대주파크빌 (2단지)      | ㈜대주건설              | ㈜대주건설                          | 서구 풍암순환로 5     | 2000년 12월       |      |
| 신암마을 부영                    | 동광주택산업㈜          | ㈜부영                              | 서구 풍암1로 42       | 2000년 7월        |      |
| 신암마을 새한센시빌              | 새한종합건설㈜          | 새한건설㈜                          | 서구 풍암순환로 54    | 2001년 2월        |      |
| 신암마을 현대삼환                | 현대산업개발 삼환기업㈜ | 현대산업개발 삼환기업㈜             | 서구 풍암1로 53       | 1999년 12월       |      |
| 신암마을 주은모아                | 모아건설                | 주은산업㈜ 모아건설                 | 서구 풍암2로 36       | 1999년 11월       |      |
| 신암마을 우미광장                | 우미건설                | 우미산업개발㈜                      | 서구 풍암순환로 183   | 1999년 5월        |      |
| 동부센트레빌                     | 동부건설                | 동부건설                            | 서구 풍암신흥로 40    | 2002년 11월       |      |
| 풍암 한국아델리움                | ㈜한국건설              | ㈜한국건설                          | 서구 풍암순환로 135-1 | 2009년 7월        |      |
| 신암마을 한신                    | ㈜한신건설              | ㈜한신건설 ㈜주은부동산신탁         | 서구 풍암순환로 38    | 2000년 6월        |      |
| 풍암 SK VIEW                     | 에스케이건설㈜          | 한국토지신탁                        | 서구 송풍로 30        | 2006년 11월       |      |
| 신암마을 중흥 2단지              | (합)중흥주택            | (합)중흥주택                        | 서구 풍암순환로 10    | 1999년 9월        |      |
| 신암마을 호반                    | 호반건설                | 호반건설                            | 서구 풍암순환로 10    | 1999년 9월        |      |
| 신암마을 중흥 3단지              | 중흥건설                | 중흥건설                            | 서구 풍암순환로 114   | 1999년 9월        |      |
| 신암마을 대주파크빌 (3단지)      | 대주건설㈜              | ㈜두림건설                          | 서구 풍암순환로 114   | 2003년 3월        |      |
| 위파크 더 센트럴                 | 호반건설 라인건설㈜     | 중앙파크㈜                          |                       | 2026년 8월 (예정) |      |
| 중앙공원 롯데캐슬 시그니처 2-2BL | 롯데건설                | ㈜한국자산신탁 ㈜빛고을중앙공원개발 |                       | 2027년 8월 (예정) |      |

## 교육
- 운리초등학교
- 금당초등학교
- 신암초등학교
- 풍암초등학교
- 운리중학교
- 풍암중학교
- 풍암고등학교

## 유통
- 롯데마트 월드컵점
- 롯데아울렛 광주월드컵점